# Massacre de la Mosquée Al-Hidaya
Le massacre de la Mosquée Al-Hidaya, est survenu le 20 avril 2008, lorsque des soldats éthiopiens auraient tué 21 personnes à Mogadiscio, en Somalie.
Selon plusieurs témoins, les soldats éthiopiens ont pris d'assaut une mosquée et tué plusieurs occupants. 21 corps ont été retrouvés plus tard, certains avec leur gorge tranchée. Sur les 21 morts, neuf étaient des membres de la congrégation de la mosquée,.
Ce massacre est un des événements d'une nouvelle explosion de violence (en) qui eut lieu à Mogadiscio les 19 et 20 avril 2008, au sein de la guerre de Somalie, faisant de cent à deux cents morts.